# Підземне сховище газу Герчешть
Підземне сховище газу Герчешть – об’єкт нафтогазової інфраструктури Румунії. 
Сховище, яке ввели в експлуатацію у 2002 році, створили на основі виснаженого газового родовища. 
Наразі активний об’єм ПСГ Герчешть становить 150 млн м3 газу. Технічно можливий добовий відбір складає 1,5 млн м3 при добовому рівні закачування у 2 млн м3. Сховище має 85 свердловин. Його роботу обслуговують 158,1 км трубопроводів, в тому числі 135,7 км трубопроводів до зазначених свердловин.
Зв’язок із газотранспортною системою країни відбувається через перемичку до турбопроводу Турбуря – Крайова.